# Gura Teghii
Gura Teghii est une commune roumaine située dans le județ de Buzău.